# المجلس الوطني العربي
كان المجلس الوطني العربي تحالفًا بين القبائل العربية المتصارعة التي تشكلت بعد الانتفاضة المنتصرة ضد ما يقرب من 400 عام من الحكم العثماني على سوريا. كان لورنس فعالًا في تأسيس هذه الحكومة العربية المؤقتة تحت حكم الملك فيصل الأول، وكان لورانس يأمل في تحقيق الاستقلال عن الاستعمار الأجنبي من خلال توحيد العرب. إلا أن حكم فيصل كملك، وصل إلى نهايته المفاجئة في عام 1920، بعد معركة ميسلون، عندما دخلت القوات الفرنسية للجنرال هنري غورو، بقيادة الجنرال ماريانو غويبيت، إلى دمشق، مما أدى إلى تدمير حلم لورانس في الحكم العربي المستقل على سوريا. تم حل المجلس في الثلاثينيات.